# 프랑크푸르트구

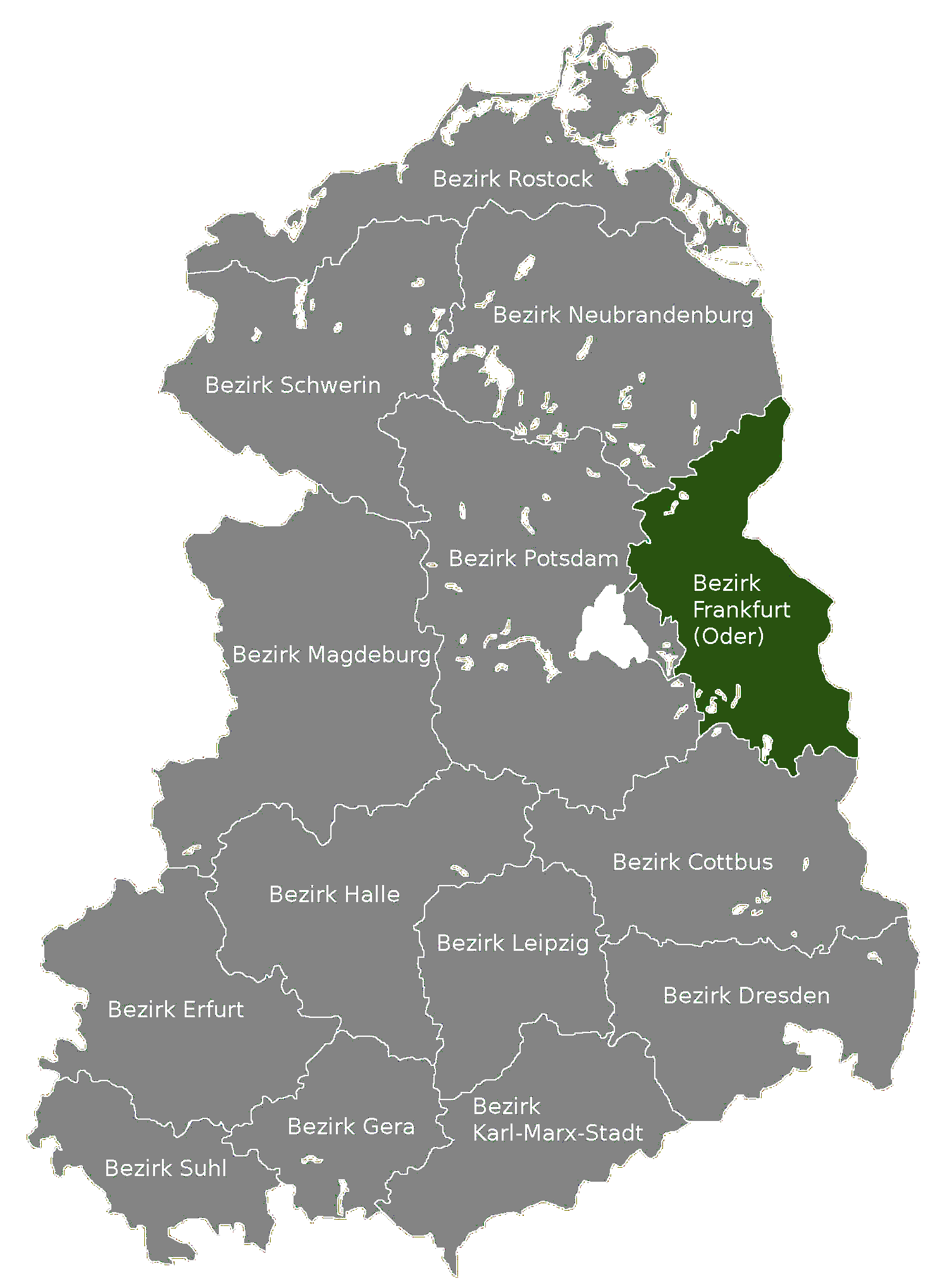
프랑크푸르트 구의 위치

프랑크푸르트구(독일어: Bezirk Frankfurt)는 과거 동독(독일 민주 공화국)에 존재했던 14개 구 가운데 하나로 구청 소재지는 프랑크푸르트안데어오데르였다.

## 행정 구역 정보
- 구청 소재지: 프랑크푸르트안데어오데르
- 면적: 7,186km2
- 인구: 713,800명 (1989년 당시 기준)
- 인구 밀도: 99명/km2
- 차량 번호판 코드: E
- 하위 행정 구역: 9개 군, 3개 시

## 역사
1952년 7월 25일에 시행된 행정 구역 개편 당시에 폐지된 주를 대신하여 신설된 14개 구 가운데 하나였다. 1990년 동서독 통일 당시에 브란덴부르크 주에 편입되었다.

## 지리
동독 동부에 위치한 구였으며 동쪽으로는 폴란드와 국경을 접하고 있었다. 북쪽으로는 노이브란덴부르크 구, 서쪽으로는 동베를린과 포츠담 구, 남쪽으로는 콧부스 구와 접하고 있었다.

### 하위 행정 구역
- 9개 군(Landkreise): 앙거뮌데군(Angermünde), 바트프라이엔발데군(Bad Freienwalde), 베스코군(Beeskow), 베르나우군(Bernau), 에베르스발데군(Eberswalde), 아이젠휘텐슈타트란트군(Eisenhüttenstadt-Land), 퓌르스텐발데군(Fürstenwalde), 젤로군(Seelow), 슈트라우스베르크군(Strausberg)
- 3개 시(Stadtkreise): 아이젠휘텐슈타트시(Eisenhüttenstadt), 프랑크푸르트안데어오데르시(Frankfurt (Oder)), 슈베트시(Schwedt)